# Türksat 2A
A Türksat 2A, más jelzéssel Eurasiasat 1 török távközlési műhold, melyet 2001-ben indítottak.

## Jellemzői
A műhold a Közép–Európától Észak–Afrikán és Oroszországon át Közép-Ázsiáig terjedő térségben biztosít távközlési szolgáltatást.
A Spacebus–3000B3 platformon alapuló műholdat a francia Thales Alenia Space építette. A monacói EurasiaSat SAM és a Türksat üzemelteti. A műhold tulajdonosai 75%-ban a Turk Telecom (Türksat A.Ş.), 25%-ban az Alcatel Space Company.
A műholdat 2001. január 10-én a Guyana Űrközpont ELA–2 indítóállásából egy Ariane–4 (Ariane-44P H10-3) hordozórakétával állították geostacionárius pályára. A műhold az egyenlítő felett a Türksat–1C műholddal azonos pozícióban, keleti hosszúság 42°-on helyezkedik el.
Háromtengelyesen stabilizált műhold, a stabilizálást nagynyomású gázzal működő mikrofúvókák végezték. Formája kocka alakú, tömege 3535 kg. 32 db (+2 tartalék) Ku-sávon működő (BSS/FSS) transzponderrel szerelték fel. A transzponderek élettartamát 12 évre tervezték. Energiaellátását napelemek biztosítják. A két napelemtábla összteljesítménye 9,2 kW.